# Frederikssundbanen
Frederikssundbanen er den statsejede jernbane, der strækker sig fra København til Frederikssund.
Frederikssundbanen er anlagt af Det sjællandske Jernbaneselskab og indviedes d. 15. juni 1879 mellem Frederikssund og Frederiksberg, hvor den havde forbindelse til Vestbanen.
Med anlæggelsen af den nye hovedbanegård i 1911 blev persontogstrafikken omlagt via Valby og Vanløse. Godstrafik til banen kørte fortsat via Frederiksberg Station indtil godstrafikkens afvikling.
I perioden 1928 til 1936 havde Frederikssundbanen forbindelse til Sjællandske midtbane fra Frederikssunds anden station cirka 500 meter syd-øst for havnen (1928-1989). Den nuværende station i Frederikssund blev bygget i forbindelse med S-banens forlængelse i 1989. Denne station er placeret samme sted som Frederikssunds første station.

## Historie – udbygning til S-bane

### Strækningen Valby-Ballerup
Den enkeltsporede bane mellem Valby og Vanløse blev åbnet i 1911. I 1935 blev der på finansloven afsat penge til, at strækningen Valby-Vanløse kunne elektrificeres. Arbejdet hermed blev påbegyndt i 1936, og det inkluderede også en ombygning af den gamle Valby station, da denne ikke havde den fornødne sporplads under viadukten ved Toftegårds Allé til både S-tog og fjerntog. Derfor blev viadukten i 1937 erstattet med en ny af beton, ligesom man udbyggede broen over Finsensvej i 1937 til dobbeltspor. Da Danmark blev besat den 9. april 1940, var lægningen af det nye dobbeltspor fra Valby til Vanløse i fuld gang. Elektrificeringen blev afsluttet i 1941, og strækningen blev åbnet den 23. september 1941.
Omkring 1940 blev det besluttet at anlægge dobbeltspor fra Vanløse til Herlev. Uheldigvis var der på denne strækning en del krydsninger med de skærende veje, og derfor valgte man allerede dengang af sikkerhedsmæssige årsager at lægge store dele af banen op på banedæmninger for at minimere højdejusteringer af de omkringliggende veje. En stor del af arbejdet blev udført som beskæftigelsesarbejde på grund af den store arbejdsløshed, men i løbet af 1942/1943 gik dele af arbejdet i stå på grund af cementrestriktioner, da de tyske militæranlæg bl.a. på den jyske vestkyst krævede sit. Jordarbejderne blev først afsluttet i 1944, hvorefter arbejdet gik helt i stå pga. materialemangel til bl.a. køreledninger. Den 15. maj 1949 var banen klar til åbning som S-bane – dog kun på hverdage. I oktober blev der så også indført elektrisk drift om søndagen.
Strækningen fra Herlev til Ballerup forblev enkeltsporet indtil november 1966, hvor man havde anlagt delvist dobbeltspor mellem Skovlunde og Ballerup – hele strækningen fra Herlev til Ballerup blev dobbeltsporet i maj 1970.
For beboerne langs linjen var der tale om signifikant forbedret betjening – fra at have 16 tog i hver retning på hverdage, kom man med S-toget op på 58, ligesom rejsetiden blev forkortet med 14 minutter.

### Ballerupsom endestation
I 1949 blev kun det nordlige perronspor på Ballerup station (spor 1) elektrificeret, og Frederikssundtogene benyttede det sydlige perronspor. Senere blev også dette spor elektrificeret, men helt indtil 1972 holdt S-togene udenfor myldretiden kun i spor 1. I 1973, hvor man indførte flere myldretidstog på S-banen, rykkede Frederikssundbanens tog længere ud på perronen for at gøre plads til S-tog ved begge spor, ligesom passagererne måtte ud på en længere travetur. Depotsporene nordvest for banen blev bygget i 1953/1954.
I begyndelsen af 1950'erne havde man i DSB alvorlige overvejelser om at nedlægge Ballerup-Frederikssundstrækningen, og erstatte dette med busser – først og fremmest i aftentimerne. Voldsomme lokale reaktioner fik imidlertid DSB til at opgive denne idé, og motortogene fortsatte deres kørsel på banen de følgende 35 år, indtil S-togene tog over i maj 1989.

### Strækningen Ballerup-Frederikssund
Allerede i 1975 regnede man med i DSBs såkaldte "Plan 90", at der skulle etableres S-bane til Frederikssund. I første omgang skulle det være med dobbeltspor til et nyt regionalt center i Måløv, og derefter med enkeltsporet senere som dobbeltsporet bane. I 1975-76 blev de ældre midtergangsvogn litra Cll, afløst af nye regionaltogvogne litra Bno. Disse var fuldstændig mage til de vogne der kom til at køre sammen med litra MX. Dog var der en styrevogn (litra Bns)tilkoblet vognstammen i modsatte ende hvor lokomotivet befandt sig.l Driften af banen var imidlertid en dyr fornøjelse, og i 1978 erstattede man de bedagede MO-vogne med lokomotivtrukne dieseltog med MX-lokomotiver og regionaltogvogne litra Bn/Bns, som var frigjorte fra andre strækninger – og da værkstedet for dette materiel var i København, gav det en del tomkørsel til og fra Ballerup i forbindelse med eftersyn mv. Derfor var der gode økonomiske grunde til at omdanne Frederikssundbanen til en S-bane, ligesom antallet af rejsende var stigende.
Først i maj 1984 blev det på Hovedstadsrådets møde besluttet, at elektrificere strækningen Ballerup-Frederikssund som enkeltsporet bane. Forud for denne principbeslutning var gået adskillige diskussioner, idet man anså det for økonomisk urealistisk at udbygge Frederikssundbanen til samme standard som for andre S-baner; derimod kunne en løsning med faste krydsningsstationer på en enkeltsporet bane med bibeholdelse af det eksisterende sikringsanlæg og opretholdelse af mange af de eksisterende niveauoverskæringer gennemføres relativt billigt – og tillade 20-minutters drift. Imidlertid hvilede dette på forudsætninger om, at man dels satte hastigheden op fra 75 km/t til 100 km/t, og at standsningsstedet Oppe-Sundby skulle nedlægges. Specielt sidstnævnte gav anledning til mange protester i Frederikssund.
Da S-banen blev åbnet den 27. maj 1989, blev det første gang siden 1951, at S-banen igen fik niveauskæring med veje – og selvom man højnede sikkerheden på banen ved at fjerne 20 ud af 31 overkørsler, var der fortsat 11 tilbage, som alle blev udbygget til bomanlægning. Der var få ændringer på de eksisterende stationer på strækningen – et af de større problemer var, at perronhøjden på S-banen er 92 cm; nogle steder var den kun 26 cm, og derfor var ombygninger nødvendige. Forhøjelserne af perronen medførte niveauforskelle i forhold til stationsbygningerne – løsningen blev perrontrapper med tre trin.
Ved S-banens åbning blev rejsetiden mellem Frederikssund og Københavns Hovedbanegård afkortet fra op til 70 min til 47 min.
Passagertallene var stigende, de faste krydsningsstationer gav ofte forsinkelser ligesom de umuliggjorde udvidelse af antallet af tog til mere end 3 i hver retning pr. time (20-minuttersdrift), og derfor ønskede DSB at udbygge banen med dobbeltspor. I 1997 blev anlægsloven om dobbeltspor Ballerup-Frederikssund (og nedlæggelse af de sidste 11 overkørsler) vedtaget, og anlægsarbejdet gik straks i gang. Sporet skulle åbnes i to etaper (1. etape til Veksø) og være klar i år 2000. Det nye dobbeltspor på 1. etape åbnede den 25. november 2000. Anden og sidste etape var på plads den 18. august 2002, og der var nu dobbeltspor hele vejen til Frederikssund. Selve indvielsesdagen fandt dog først sted 14. september 2002.
I dag trafikeres banen af S-togslinjerne H og C.

## Stationer/holdepladser
- Frederiksberg Station (1879-1911) / Københavns Hovedbanegård (1911- )
- Valby Station (1911- )
- Langgade Station (1941- )
- Peter Bangs Vej Station (1941- )
- Flintholm Station (2004- )
- Vanløse Station (1911- ), holdeplads fra 1898
- Jyllingevej Station (1949- )
- Islev Station (1949- )
- Husum Station (1949- )
- Herlev Station (1879-)
- Skovlunde Station (1949- )
- Malmparken Station (1989- )
- Ballerup Station (1879- )
- Måløv Station (1879- )
- Lyfa Trinbræt( -1976)
- Kildedal Station (2000- )
- Veksø Station (1879- )
- Stenløse Station (1909- ), holdeplads fra 1882
- Egedal Station (2002- ), før 2011 kaldet Gl. Toftegård Station
- Ølstykke Station (1879- )
- Vinge Station (2020- )
- Oppe Sundby Trinbræt (efter 1921-1989)
- Frederikssund 1. Station (1879-1928)
- Frederikssund 2. Station (1928-1989)
- Frederikssund 3. Station (1989- )